# أويجن جومرينجر
أويْجن جومرنجر Eugen Gomringer (ولد في 20 يناير 1925 في بوليفيا) يعتبر أبا الشعر التجسيدي.

## حياته
ولد من أب ألماني وأم بوليفية. درس علم الاقتصاد القومي وتاريخ الفن في بيرن ورما بين عامي 1944 و 1952. أسس في عام 1953 بالاشتراك مع ديتر روت ومارسيل فيس مجلة Spirale, وأصدر بين عامي 1960 و 1965 سلسة كتب بعنوان «الشعر التجسيدي» konkrete poesie – poesia concreta. قام جومرينجر بالتدريس في أكاديمية الفن في دوسلدورف نظرية علم الجمال بين عامي 1977 و 1990.
وهو عضو في أكاديمية الفنون البرلينية منذ عام 1971. أسس في عام 2000 معهد الفن البنائي والشعر التجسيدي (IKKP) في مدينة ريهاو Rehau في بافاريا التي اتخذها سكنى له لفترة طويلة.
وتشغل مجموعته الطابق الأرضي من متحف الفن التجسيدي في إنجولشتات Ingolstadt.

## أدبه
يعتبر جومرينجر أبا الشعر التجسيدي. يتبع جومرينجر في قصائده منهجا بنائيا في اللغة. يكتب جومرينجر أعماله في العديد من اللغات هي الألمانية والألمانية السويسرية والإسبانية والفرنسية والإنجليزية.

## روابط خارجية
- أويجن جومرينجر على موقع الموسوعة البريطانية (الإنجليزية)
- أويجن جومرينجر على موقع مونزينجر (الألمانية)
- أويجن جومرينجر على موقع ميوزك برينز (الإنجليزية)
- أويجن جومرينجر على موقع ديسكوغز (الإنجليزية)